# Липпмаа, Эндель Теодорович
Эндель Теодорович Липпмаа (15 сентября 1930, Тарту — 30 июля 2015) — советский химик и эстонский политик, академик АН Эстонской ССР. Народный депутат СССР (1989—1991) и парламента Эстонии, Рийгикогу (1996—1999).

## Биография
Сын эстонского ботаника Теодора Липпмаа (1892—1943).
Окончил Таллинский политехнический институт (1953), по окончании работал там же.
С 1961 г. научный сотрудник Института кибернетики АН Эстонской ССР.
1969 г. — доктор физико-математических наук, защитил диссертацию в Институте химической физики Академии наук СССР, тема — «Ядерный эффект Оверхаузера и структура органических соединений».
Член-корреспондент (1972), академик (1975) Академии наук Эстонской ССР по специальности «химическая физика».
С 1980 директор Института химической и биологической физики АН ЭССР. В 1977—1982 академик-секретарь Отделения физико-математических и технических наук АН Эстонской ССР.
Основные темы научных исследований:
- ядерный магнитный двойной резонанс на ядрах, образующих скелет органических соединений, ядерную релаксацию в жидкостях
- ядерный магнитный резонанс высокого разрешения в твердых телах (органических соединениях и комплексах, полимерах, силикатах)
- газовая хроматография
- биофизика ферментов.

Народный депутат СССР в 1989—1991 гг от Таллиннского — Центрального национально-территориального избирательного округа № 456 Эстонской ССР. Министр Эстонской ССР[чего?]. Принимал участие в Народном фронте Эстонии, сыграл важную роль в обнародовании предвоенных советско-немецких договорённостей и подробностей включения балтийских республик в состав СССР.
Награды: Орден «Знак Почёта»,  ордена Государственного герба 2 класса (2000), Премия столетия (1989), Eesti Teaduste Akadeemia medal (1990), Премия Макса Планка (1992).
Бюст Липпмаа установлен на аллее академиков Таллинского технического университета.
Вошёл в составленный в 1999 году по результатам письменного и онлайн-голосования список 100 великих деятелей Эстонии XX века.

## Из библиографии

### Редакторская деятельность
- ЯМР высокого разрешения в твёрдых телах : Пер. с англ. / У. Хеберлен, М. Меринг; Под ред. Г. В. Скроцкого, Э. Т. Липпмаа. — М. : Мир, 1980. — 504 с. : ил.; 22 см.